# Gut Neuhof (Leihgestern)

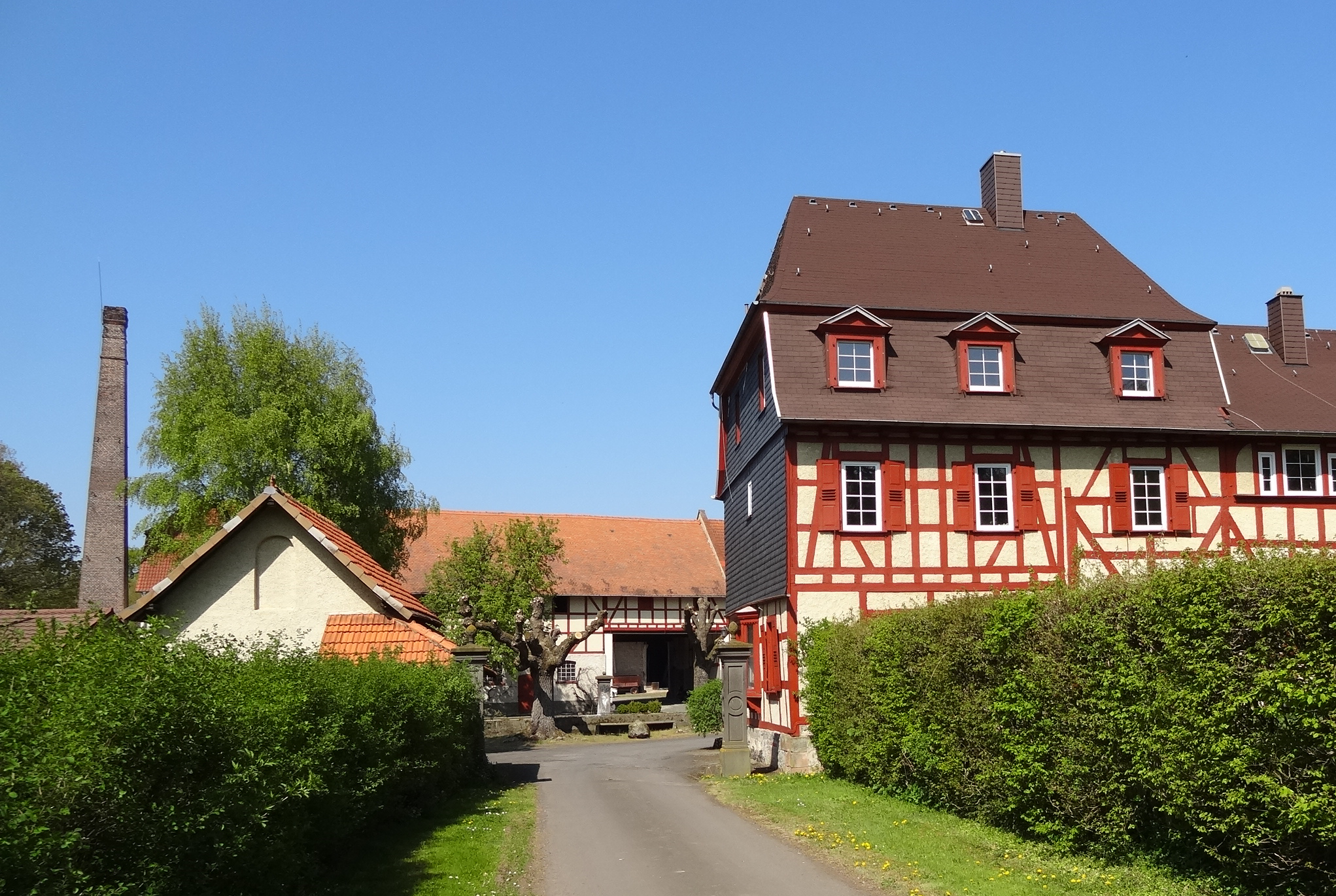
Einfahrt mit ehemaligem Eishaus und Neuhof 14–16

Das Gut Neuhof ist ein ehemaliger Gutshof in der Gemarkung von Leihgestern, einem Stadtteil von Linden im Landkreis Gießen. Als klösterliche Gründung im 13. Jahrhundert erbaut gehört es zu den ältesten hessischen Hofgütern.

## Lage
Das Anwesen liegt auf einer Anhöhe des Großenlindener Hügellandes ca. drei Kilometer südöstlich von Leihgestern und nordöstlich von Lang-Göns. 800 Meter südöstlich des Neuhofs liegt der etwa 1850 errichtete Ludwigshof. Neuhof ist umgeben von Feldern, Streuobstwiesen und einem kleinen Waldstück. Westlich unterhalb des Gutes fließt der Schafbach, ein Zufluss des Lückebachs, in nördlicher Richtung nach Leihgestern. Das Gehöft ist über die L3130 erreichbar.

## Geschichte

### Klosterhof
Nach Goswin Freiherr von der Ropps Aufsatz Der Neuhof bei Leihgestern von 1894 wurde der Neuhof 1230 erbaut. Kaminsky (2005) zweifelt das Datum jedoch an, da Ropp keine Quelle für seine Behauptung angibt. Historische Namen sind Nuehof (nach 1285), Nuwin habe (1341), Nuwenhob (1343) und Nuwemhobe (1355).

#### Augustiner
Im frühen 13. Jahrhundert als zweitem Hof der Augustiner vom Kloster Schiffenberg (1129 gestiftet) bei Leihgestern gegründet, wurde der Neuhof etwa 7 Kilometer südwestlich des Klosters als Klosterhof erbaut. Der Hof sollte das sichere und schnelle Einbringen der Ernte in den abgelegenen Feldern des Klosters sicherstellen. 1237 gewann das Kloster einen Weidestreit gegen Leihgestern, verpflichtete sich aber dazu „dass unser Stift auf ewig in der Kapelle in Leihgestern an drei Wochentagen den Gottesdienst versorgen wird“. In der Urkunde zum Weidestreit wird der Neuhof erstmals erwähnt, und somit in der Zeit zwischen 1129 (Klostergründung) und 1237 (Urkunde) erbaut. Der geschlossene Besitzkomplex und die Größe des Neuhofs deuten darauf hin, dass das Gut auf gerodetem Land entstand. Der Neuhof war der größte und erträglichste Einzelbesitz des Klosters. Eine Pachturkunde von 1307, die auf dem Neuhof überdauerte, bevor sie 2001 an das Stadtarchiv Gießen ging, betrifft den Stiftshof in Leihgestern, nicht den Neuhof. Der Stiftshof wurde darin an die Brüder Hermann und Konrad von Aldendorf verpachtet. Die Pachtzeit betrug zwölf Jahre.

#### Deutscher Orden

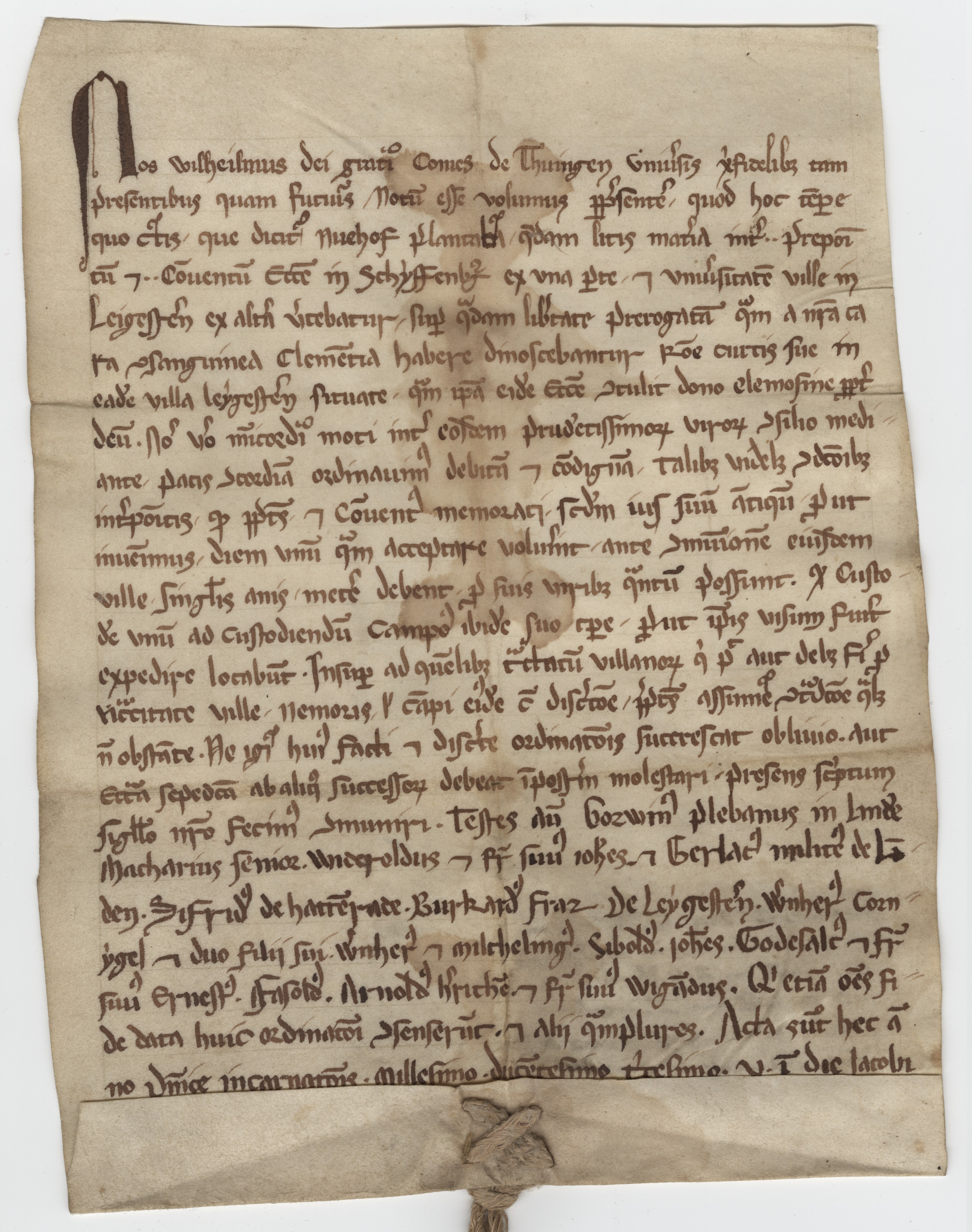
Nach 1285 gefälschte Urkunde Schiffenberg

1323 übernahmen die Deutschherren der Landkommende Marburg der Deutschordensballei Hessen das Kloster Schiffenberg und dessen Besitztümer von den Augustinern. Sie konnten die alten Güter und Rechte des Klosters halten und sogar vermehren. Die neuen Chorherren verpachteten das Gut mehrfach, jedoch nicht zu bäuerlicher Erbleihe, sondern meist auf sechs oder zwölf Jahre zu Landessiedelrecht. 1356 wurde der Mönchshof in Leihgestern an die Bauern Hermann Strube (Sohn von Hermann Allendorf) und Heinrich Stoppelbein verpachtet. Unter den Deutschherren schwelte der Streit um die Nutzung der gemeinschaftlichen Leihgesterner Weiden- und Waldstücke (Allmende) weiter. Die Leihgesterner Bauern verweigerten den Pächtern des Neuhofs die Nutzung der Flächen, auf denen sie Brennholz sammelten, Bauholz schlugen und die Schweine mit Eicheln mässteten. Zwei „Kundschaften“, in Urkunden niedergeschrieben, berichten von den Auseinandersetzungen zwischen dem Deutschen Orden und den Bauern aus Leihgestern. Darin bezeugen ehemalige Landsiedel, dass sie während ihrer Pachtzeit die Allmende mitnutzten. Da sich der Konflikt nur kurzzeitig beruhigte, versuchten die Deutschherren den Konflikt nun grundsätzlich in ihrem Sinne zu klären.
Am 2. Januar 1356 kam es auf Burg Gleiberg zu einem Schlichtungsspruch unter Graf Johann von Nassaus Amtmann Heinrich von Michelbach. Die Deutschherren versuchten ihre Ansprüche zu beweisen und beriefen sich auf eine Urkunde die 1235 von Pfalzgraf Wilhelm von Tübingen ausgestellt worden sein soll. Die Urkunde, selbst ein Schiedsspruch zugunsten der Augustiner, war zwar nach 1285 auf dem Schiffenberg gefälscht, und dem Pfalzgrafen Wilhelm untergeschoben worden. Die Deutschherren schafften es mit ihr jedoch ihre Sonderrechte zu behalten. In dem Rechtsstreit hatten die wohl nicht schriftkundigen Leihgesterner Bauern keine guten Aussichten. Heinrich von Michelbach und die Schöffen (Lehnsleute und Burgmannen) entschieden, dass die Deutschherren den Neuhof frei besitzen und für diesen Besitz niemandem Dienste schuldig sind. Die Privilegien der gefälschten Urkunde wurden bestätigt, so durften die Gutspächter mit der Getreideernte einen Tag vor den Leihgesternern beginnen und mit einem Flurschützen die Felder bewachen. Zudem solle der Schiffenberger Propst Mitspracherecht an allen wichtigen Leihgesterner Entscheidungen, insbesondere der Flurordnung, haben, und an allen Geschäften des Ortes beteiligt werden. Die gefälschte Urkunde ist die älteste Urkunde des Gießener Stadtarchivs, die es 2001 erwerben konnte. Das Dokument reiht sich in eine Serie von sieben Schiffenberger Fälschungen ein mit denen sich die Stiftsherren durch Rückdatierung von Urkunden Rechtstitel sichern wollten, die sie wahrscheinlich nie innehatten oder deren Originale abhandengekommen waren.
Der Historiker Arthur Wyss erkannte die Urkunde 1899 in seinem Hessischen Urkundenbuch als Fälschung und schreibt dazu:

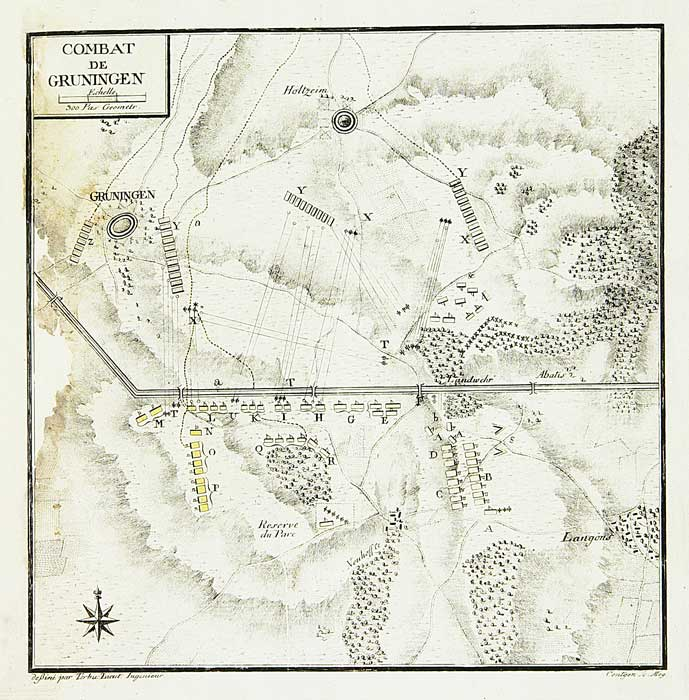
Plan des Gefechts bei Grüningen 1762, der Neuhof ist unten in der Mitte eingezeichnet

„Auch nr. 1347 ist ein spruch des grafen Wilhelm von Tübingen zu gunsten des klosters Schiffenberg, diesmal in einem streit mit der gemeinde Leihgestern. Es ist ein werk desselben fälschers, der nur hier seiner hand einen einfacheren, derberen charakter gegeben hat; einzelheiten lassen die identität sicher erkennen. Von dem siegel, das an einem strang schmutziggelber garnfäden hing, liegen drei stücke abgefallen bei, darunter nur ein bestempeltes; es ist der gleiche stempel wie der an nr. 1346. Die besiegelungsformel und die zeugen bis auf drei sind aus einer echten, zwei jahre später datierten urkunde genommen, die gleichfalls Leihgestern betrifft (nr. 1348), die drei weiteren zeugen aus den echten urkunden des grafen Wilhelm von 1239 und 1245 (nr. 1349 und 1351). Füge ich noch bei, dass der fälscher den grafen auf die bereits besprochene fälschung nr. 1332, die erst lange nach 1235 entstanden ist, bezug nehmen und die wohl hundert jahre tote Clementia seine 'cara consanguinea' nennen lässt, so scheint mir das stück genügend gekennzeichnet. - Die fälschung, die, wie nr. 1346, bald nach 1285 entstanden sein mag, wird wohl ihren zweck erreicht haben. Der streit mit der gemeinde Leihgestern lebte aber später wieder auf. Die deutschen herren zu Schiffenberg als nachfolger der kanoniker stiessen bei behauptung der freiheit ihrer alten klostelgüter zu Leihgestem gleichfalls auf den widerspruch der gemeinde und beide teile brachten die sache vor den grafen von Nassau-Merenberg, Dieser beauftragte seinen amtmann zu Gleiberg mit der entscheidung, die am 2. januar 1356 zu gunsten der deutschen herren fiel, nachdem man die von ihnen vorgelegten briefe und privilegien - eben unsere fälschungen nr. 1332, 1346 und 1347 - wohl besehen und gelesen hatte.“

1501 war der Neuhof 417 Morgen groß und erwirtschaftete ein Viertel des gesamten Getreides für Kloster Schiffenberg. Im Spätmittelalter unterhielt der Schiffenberg eine große Schafzucht zur Wollproduktion. Die Tiere wurden zum größten Teil auf dem Baumgartenhof sowie auf dem Neuhof gehalten.
In der Landgrafschaft Hessen-Darmstadt bedeutete die Reformation für die Niederlassungen des katholischen Deutschen Ordens in der Ballei einen Einschnitt. 1543 ließ der evangelische Landgraf Phillip das Deutsche Haus in Marburg besetzen und das Gut der Deutschherren inventarisieren mit dem Vorhaben den Besitz zu säkularisieren, so auch auf dem Schiffenberg und in Neuhof. Man inventarisierte in Neuhof das Haus den Pächters, ein Haus des Schiffenberger Komturs für Aufenthalte, Kuh- und Pferdeställe, Getreide- und Heuscheunen, ein Backhaus, eine Mühle an einem Teich („Kollers moln“) mit Müller, sowie drei Waldstücke, Eichwald („Oberheck“), Rodwald und Hinterwald. Der Landgraf konnte die Güter des Ordens jedoch nicht säkularisieren, nachdem sich der Kaiser zugunsten des Ordens eingeschaltet hatte.
1559 bestätigt Kaiser Ferdinand dem Deutschen Orden (DO) verliehene Reichslehen, u. a. auch „zu Schiffenberg und zum Neuhof bei Leihgestern (Leitgestern) samt allen ihren Obrigkeiten, Gerechtigkeiten und Zugehörden. Er verbietet allen, den DO an dieser Ratifikation, Konfirmation und Verleihung zu hindern und setzt für Verstöße eine Strafe von 40 Mark lötigen Goldes fest, die halb des Reichs Kammer, halb dem DO zufällt.“
1664 kam es zu einem Streit zwischen dem Leihgesterner Pfarrer und Kloster Schiffenberg. Der Schiffenberger Komtur Adolph Eitel von Nordeck zur Rabenau erlaubte den Bewohnern des Neuhofs einen Sonntag zu tanzen. Der Leihgesterner Pfarrer kam daraufhin mit Kirchenältesten zum Neuhof um den Tanz zu verhindern da die Erlaubnis gegen die Hessisch-Darmstädtische Kirchenordnung verstoße. Auf seine Anklage beim Komtur erhielt der Pfarrer die Antwort:

„Daß er ja wohl wissend, daß sich kein Edict weiter, als auf die Unterthanen (Scil. die Heßische) erstrecke, er Commenthur auch an seines Ordens Statuten, Kirchen-Ordnung genug habe, und der Heßischen nicht unterwürffig; Ingleichen &c. es wäre jedermann bewußt, daß Pfandung zu nehmen, und zu strafen, auf ermeldetem Hofe, seinem Orden allein zuständig, und fände er sich nicht wenig offendirt, daß der Pfarr dem Hof und Orden, seine uralte Gerechtigkeit zu benehmen, sich unterstanden, &c.“

1668 wurde der Neuhof von dem Komtur Moritz von Nordeck zur Rabenau für neun Jahre an Johann Jakob verpachtet.
Das Gefecht bei Grüningen 1762 im Siebenjährigen Krieg fand in unmittelbarer Nähe des Neuhofs statt.
Der reichsunmittelbare Stand des Ordens, dessen landeshoheitliche Besitzungen direkt dem Kaiser unterstellt waren, war bis zum Ende des Heiligen Römischen Reichs Deutscher Nation Grund für Streitfälle. So listet der Staatsrechtslehrer Johann Jacob Moser (1701–1785) noch für die 1770er Jahre Prozesse zwischen Hessen-Darmstadt und dem Deutschen Orden über Kloster Schiffenberg und Neuhof wegen „zu Schiffenberg und Neuhof gewaltsam aufgesprengten Fruchtspeichers“ oder „zu Schiffenberg und Neuhof abgeholter Früchten“.
Gut Neuhof wurde seitens der Landgrafschaft zum hessischen Amt Hüttenberg gerechnet. 1803 fasste die Landgrafschaft ihre nördlich des Mains gelegenen Gebiete in dem Fürstentum Oberhessen (später: Provinz Oberhessen) zusammen, wo nun auch Gut Neuhof lag, 1806 wurde die Landgrafschaft zum Großherzogtum Hessen. Dieses führte 1821 eine Verwaltungsreform durch, in der das Amt Hüttenberg aufgelöst wurde. Übergeordnete Verwaltung war nun der Landratsbezirk Gießen, zuständiges Gericht das Landgericht Gießen.

### Privatbesitz

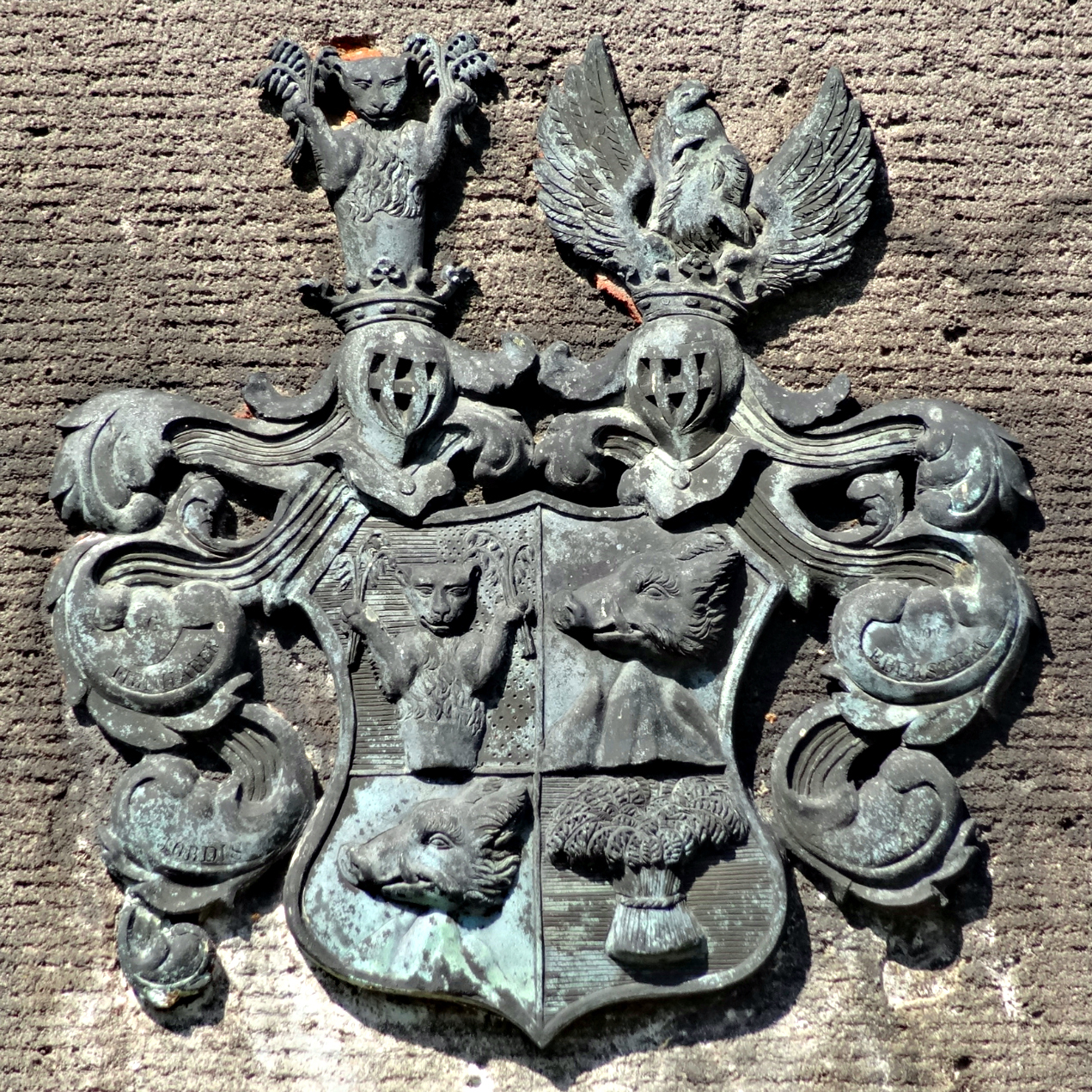
Wappenstein am Brunnen der Pferdeschwemme, Inschrift: „G Firnhaber Jordis von Eberstein 1845“

Bis Anfang des 19. Jahrhunderts wurde der Gutshof an Bauern verpachtet. Im Zuge der Säkularisation wurde der Schiffenberg mit seinen Gütern bereits 1803 hessische Staatsdomäne und ging an die Stadt Gießen. Großherzog Ludwig, dessen Lande 1806 zum Großherzogtum Hessen erhoben worden war, vermachte das Gut 1809 an Georg Christian Rudolph Firnhaber von Eberstein, genannt Jordis, (1797–1848), einen verdienten Offizier. Dieser wurde, wie sein Onkel Johann Conrad Firnhaber von Eberstein, Abgeordneter des hessischen Landtags. 1826 übernahm Georg den Adelstitel von seinem Onkel und heiratete Claudine von Brentano (1804–1876), eine Nichte Clemens Brentanos, die auf dem Gut ein aktives gesellschaftliches Leben führte. Nach Firnhabers Tod heiratete Claudine in zweiter Ehe Freimund Johann von Arnim (1812–1863), einen Sohn von Bettina von Arnim. Die Tochter von Bettina und Achim von Arnim, Maximiliane von Oriola (1818–1894), verbrachte auf dem Gut oft ihre Ferien und schrieb 1845 in ihrem Tagebuch: „Eine lustige Zeit verlebten wir bei den Firnhabers auf dem Neuhof. Hier lernten wir auch den berühmten Professor Justus Liebig kennen, der uns nach Gießen zur Besichtigung seines Chemischen Laboratoriums einlud, das mir wie eine Zauberhöhle vorkam; er führte uns viel Erstaunliches vor, von dem ich aber nur wenig begriff.“ Hier erholte sie sich 1850 von den „jammervollen politischen Zuständen“, sie schrieb „Hier in dem stillen, weltfernen Frieden habe ich mich erholt“, und über den Gutsbesitzer Firnhaber „den Kopf immer so voll toller Geschichten, dass wir nicht aus dem Lachen heraus kamen, wenn wir in den Ferien auf dem Neuhof zu Besuch waren“. 1851 verweilte Herman Grimm am Neuhof und schrieb an seine Mutter Dorothea.
Georg von Firnhaber hinterließ 1848 die Firnhaber-von-Eberstein-Jordis-Stiftung und u. a. 5000 Gulden, die seine Frau zum Wohle der Gemeinde Leihgestern nutzen sollte. Zinsen des Stiftungskapitals sollten „zur Unterstützung hilfsbedürftiger Einwohner der Gemeinde Leihgestern“ Verwendung finden. 50 Gulden des Zinsertrags waren reserviert für „Verpflegung in Krankheitsfällen der bedürftigsten und der Unterstützung würdigsten Armen“. Der Rest des Ertrages war dafür vorgesehen, „unbemittelte in gutem Ruf stehende ältere Personen, männliche wie weibliche, verheirathete wie unverheirathete Einwohner der Gemeinde durch Geldspenden zu unterstützen“. Der Stiftungsvorstand aus örtlichen Honoratioren konnte weitere 6000 Reichsmark zu 5 % Zinsen an Bürger verleihen. 1881 lieh sich die Gemeinde für den Neubau des Schulhauses zu 4,5 % Zinsen 1614,29 Mark.
1830 beschrieb Georg Wilhelm Justin Wagner, großherzoglicher Geometer, das Großherzogtum Hessen, darunter auch Neuhof: „Neuhof (Bez. Giessen) Hof; gehört zu Leihgestern. Bei der Anlage dieses Hofs, 1230, fanden Streitigkeiten statt. Er gehörte der Teutsch-Ordenskommende Schiffenberg.“ 1844 berichtete Julius Eugen Schlossberger von einem milchgebenden Schafsbock auf Gut Neuhof.
1878 erwarb der Ökonomierat Karl Müller das Hofgut, das nun über 100 Jahre bis zu seinem Urenkel Carl Wolter Waydelin in Familienbesitz bleiben sollte. Karl Müller unterstützte bis in die Inflationszeit die Kleinkinderschule in Leihgestern finanziell und setzte so das soziale Engagement Firnhabers fort. Zu Weihnachten und zur Konfirmation unterstützte er bedürftige Familien aus Leihgestern mit Kleidung und Lebensmitteln.
1925 wurden bei Dränagearbeiten auf dem Wiesengelände am Schafbach Funde gemacht, die auf eine frühe intensive Viehzucht hindeuteten.
Auf dem Neuhof arbeiteten und lebten bis zum Zweiten Weltkrieg bis zu 30 Familien. Da Gießen in den 1930er Jahren als Nachrichtenzentrale konzipiert war, wurde im Zweiten Weltkrieg rund um Gießen verstärkt Flakschutz aufgebaut. Die III. Abteilung des Flak-Regiments 111, mit Suchscheinwerfern und Horchgeräten ausgerüstet, stand auch am Neuhof (der Stab war auf dem Schiffenberg stationiert). 1946, bereits kurz nach dem Krieg, fanden 22 Heimatvertriebene auf dem Neuhof eine Anstellung.
1948 übernahm Arnold Scheibe als Direktor die „Abteilung für Pflanzenbau und Züchtungsbiologie“ im Max-Planck-Institut für Züchtungsforschung (Erwin-Baur-Institut) am Neuhof. Der Deutsche Wetterdienst betrieb Versuchsflächen am Neuhof. Die 12. Deutschen Pflugmeisterschaften 1970 fanden auf Gut Neuhof statt. Der Turkologe Karl Klinghardt wohnte auf dem Gut Neuhof.
Die Gutsbesitzerfamilie Waydelin übernahm 1997 eine ehemalige Landwirtschaftliche Produktionsgenossenschaft in Mecklenburg-Vorpommern. Im Jahr 2000 wurde das Gut Neuhof geteilt und der bebaute und bewaldete Teil an die Familie Victoria verkauft, die 120 Hektar große landwirtschaftliche Nutzfläche an Herrn Müllermeister(†) aus Köln.

## Architektur

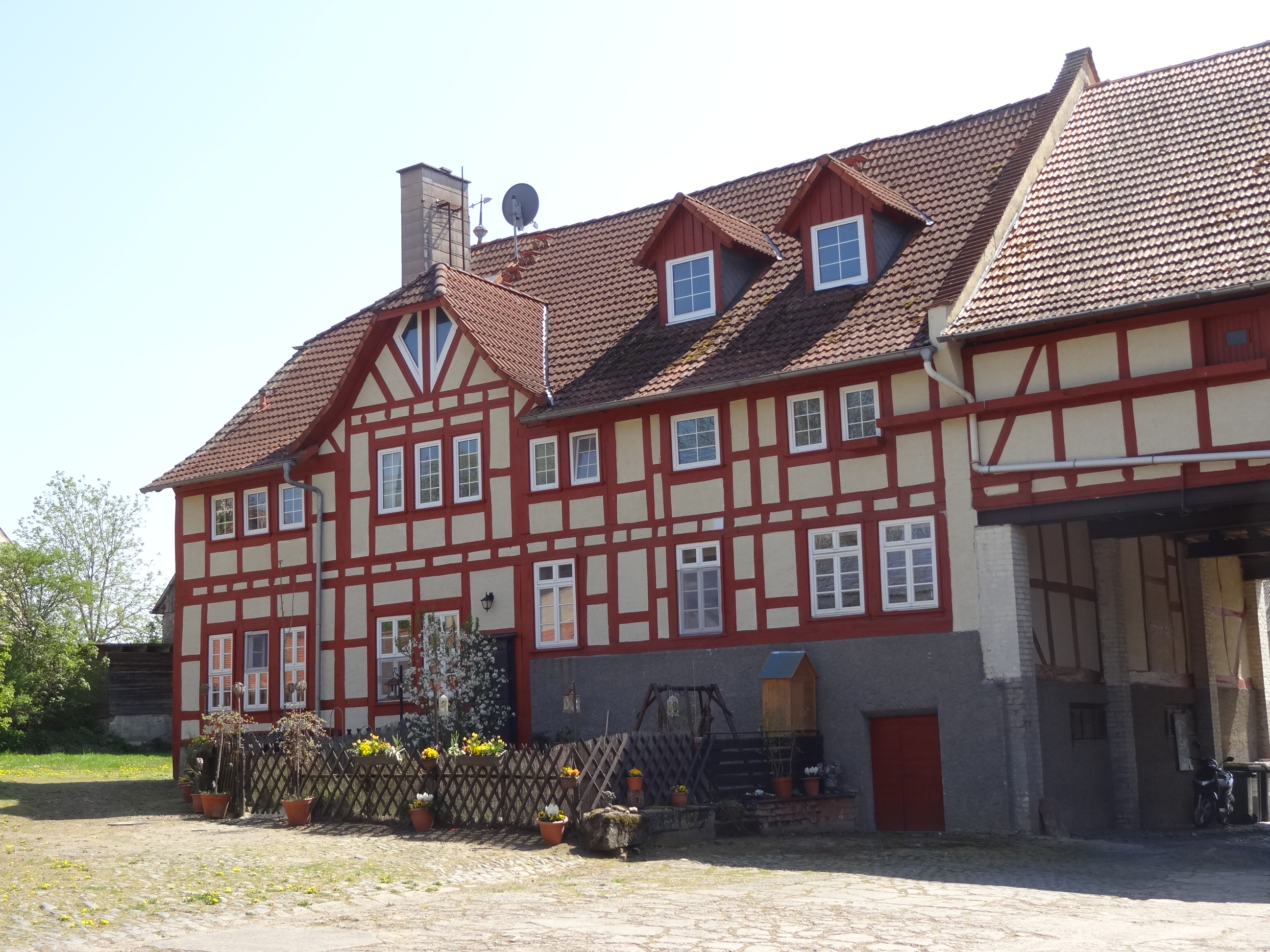
Neuhof 12

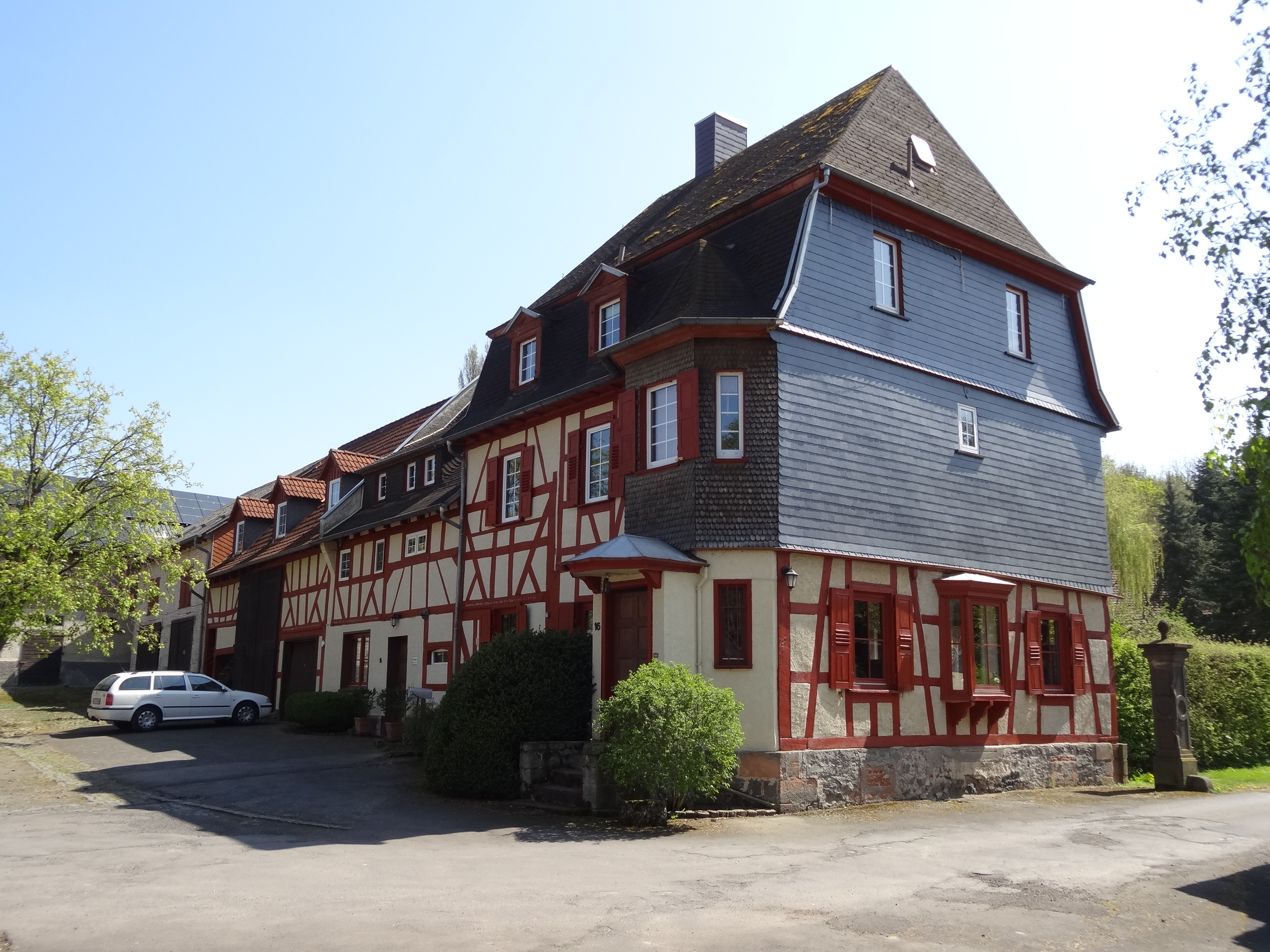
Neuhof 14–16

Das Gut Neuhof ist als Sachgesamtheit mit den Gebäuden Nr. 6–16, 20–24 und 32–38 aus geschichtlichen und künstlerischen Gründen als Kulturdenkmal ausgewiesen. Als besonders schützenswert gelten die Gebäude Nr. 12, 14 und 16. Das Gut besteht aus zahlreichen Wohn- und Nutzbauten, die in Form eines Vierseithofs zueinander angeordnet sind. Die Gebäude 6, 11, 13, 20, 22, 24, 32, 34, 36, 38 liegen um das vierseitige Hofgut herum an der Straße, die das Hofgut südlich und östlich umgibt, gehören jedoch noch zur Sachgesamtheit. Das Haus Nr. 38 an der Nordostseite zum freien Feld hin wurde zeitweise vom Max-Planck-Institut und der Universität Gießen genutzt.
Wohnhaus Nr. 12 mit angrenzender Scheune mit Durchfahrt teilt den Gutshof zum großen Teil und gibt ihm einen nördlichen und einen südlichen Innenhof. Das etwa in Ost-West-Richtung liegende großvolumige, breit und lang angelegte, Fachwerkwohnhaus stammt aus dem 18. Jahrhundert und ist zweigeschossig. Es liegt unter einem großen Halbwalmdach und wird besonders durch die auf beiden Traufseiten auftretenden Zwerchgiebel mit Schopfwalmdach charakterisiert. Das Fachwerk erscheint regelmäßig konstruktiv und unverziert. Die Fenster sind vielfach zu Dreiergruppen zusammengefasst. Auf der Nordseite gelangt man über eine mittig liegende Tür ins Haus, die Südseite wird über einen zweiläufigen Treppenaufgang mit hölzerner Überdachung erschlossen. Beidseitig neben dem Treppenaufgang sind Kellertüren angebracht.
Auch die aneinanderliegenden Gebäude Nr. 14 und Nr. 16 an der Südseite des Hofes stammen aus dem 18. Jahrhundert. Die Fachwerkhäuser wurden jedoch im 19. Jahrhundert verändert. Zu den Veränderungen zählen das hohe Mansardenwalmdach, freiliegende Teile des Fachwerks, die Verschindelung an der Traufseite sowie der Erkervorbau am Eingang und dessen Verschindelung. Haus Nr 16. und das ehemalige Eishaus flankieren mit Torpfosten zu beiden Seiten die Einfahrt zum Hofgut.
Eine über vier Gebäudeteile verteilte Inschrift in den Balken an der Nordseite der Häuser 14 und 16 gibt Auskunft zur Erbauung:

„DISEN BAV HABEN SE IHROHOCHWVRDEN GNADEN DER HERR COMMANDVER VND
GENERAL G W VON HARDENBERG DVRCH DES HOHEN TEVTSCHEN R ORDENSVERWALTER
HERRN BOTT ZV SCHIFFENBERG VON MEISTER CHRISTOFF WALTER
ZU HAVSEN AVFFVHRN LASSEN IN ANNO CHRISTI DEN 9 IVNI 1773“

Als erhaltenswert gelten zudem die Pferdeschwemme mit Wappenstein im südlichen Innenhof, Haus Nr. 10, das ehemalige Brennhaus (Waschküche) am Kamin, die zahlreichen Wirtschaftsgebäude, der Torpfosten mit flachem Relief und einer Bekrönung aus Pinienzapfen an der Einfahrt, sowie der Baumbestand mit alten Eichen im Westen.

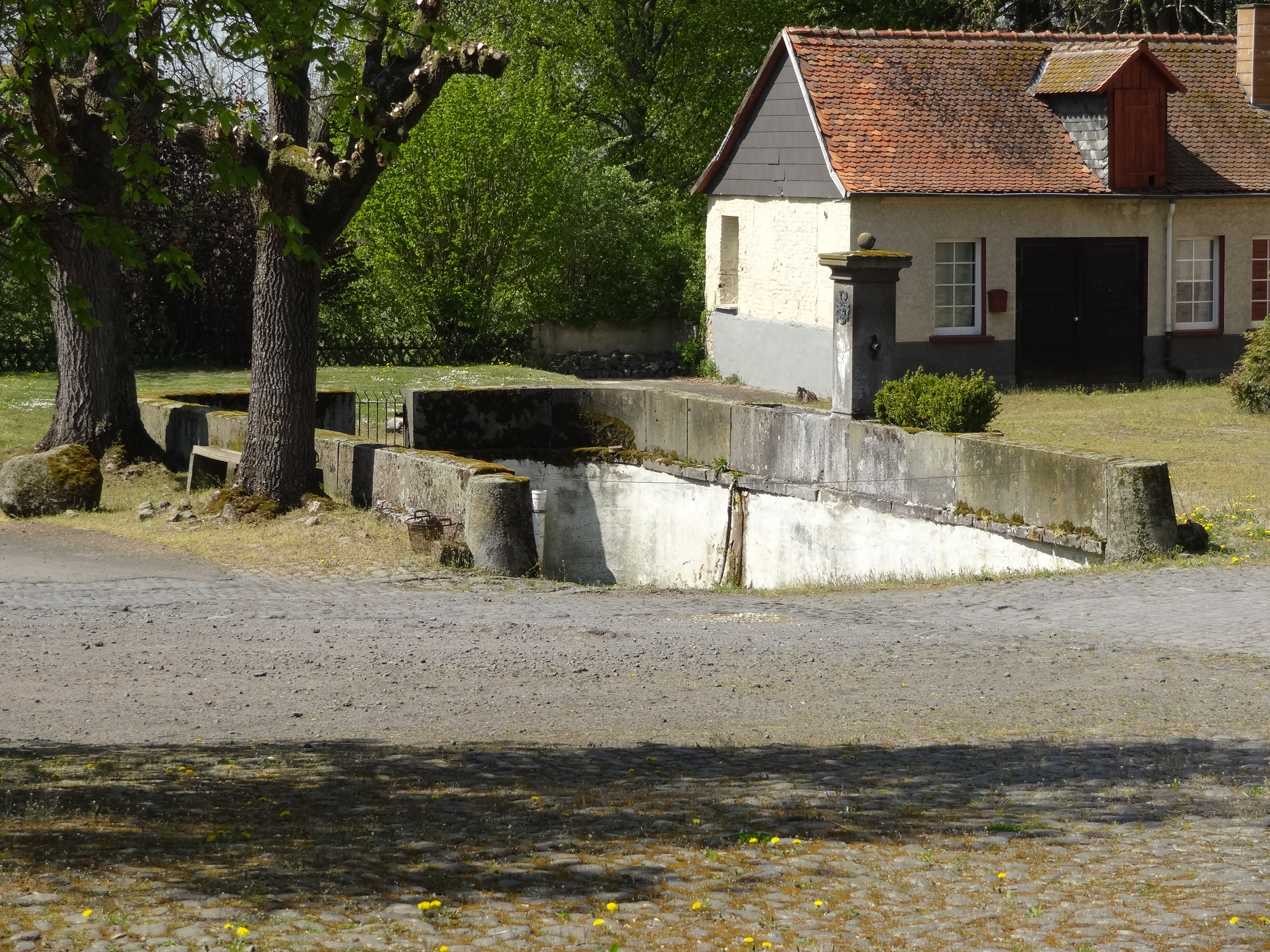
Pferdeschwemme
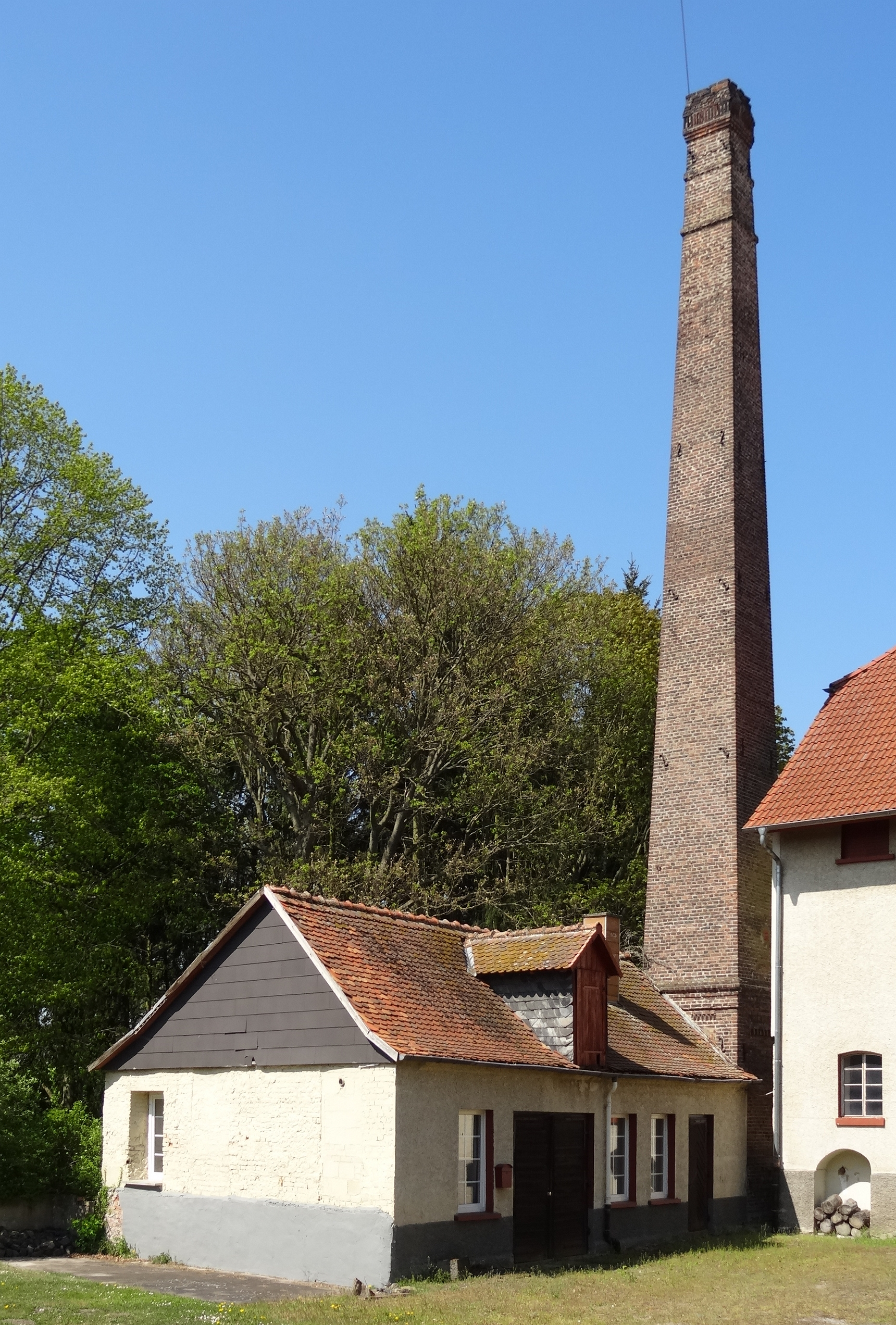
Brennhaus (Nr. 10)
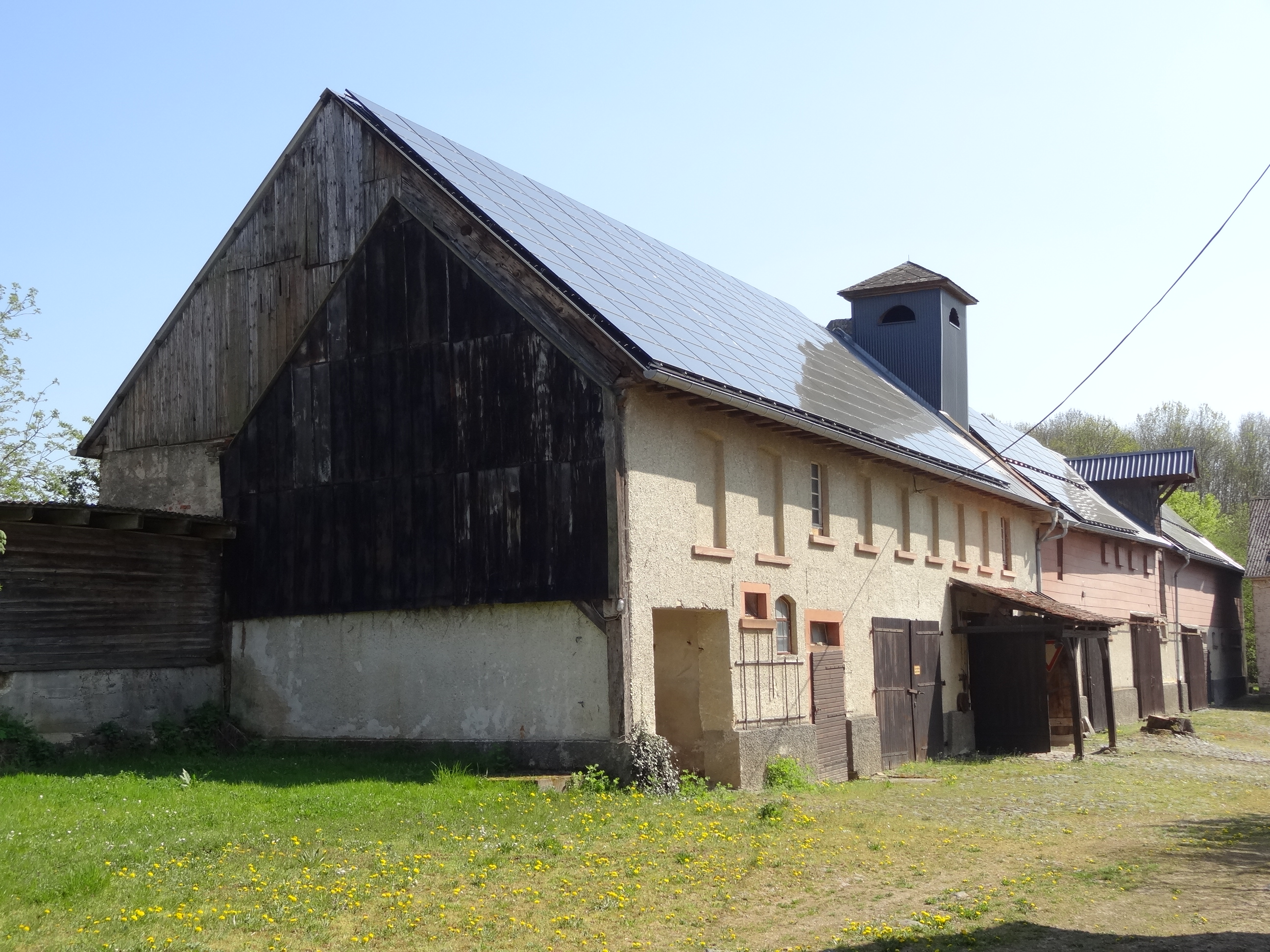
Wirtschaftsgebäude
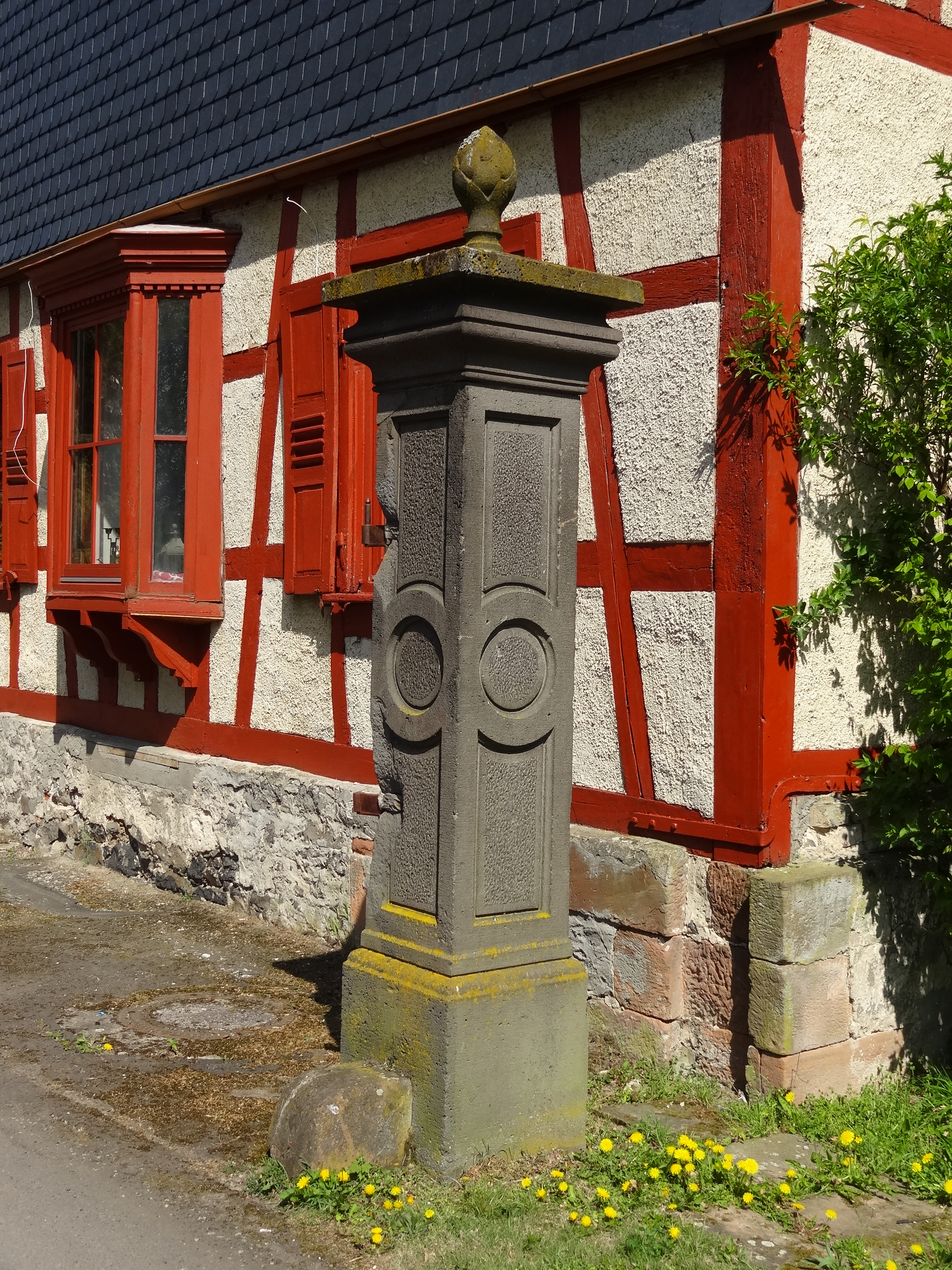
Torpfosten
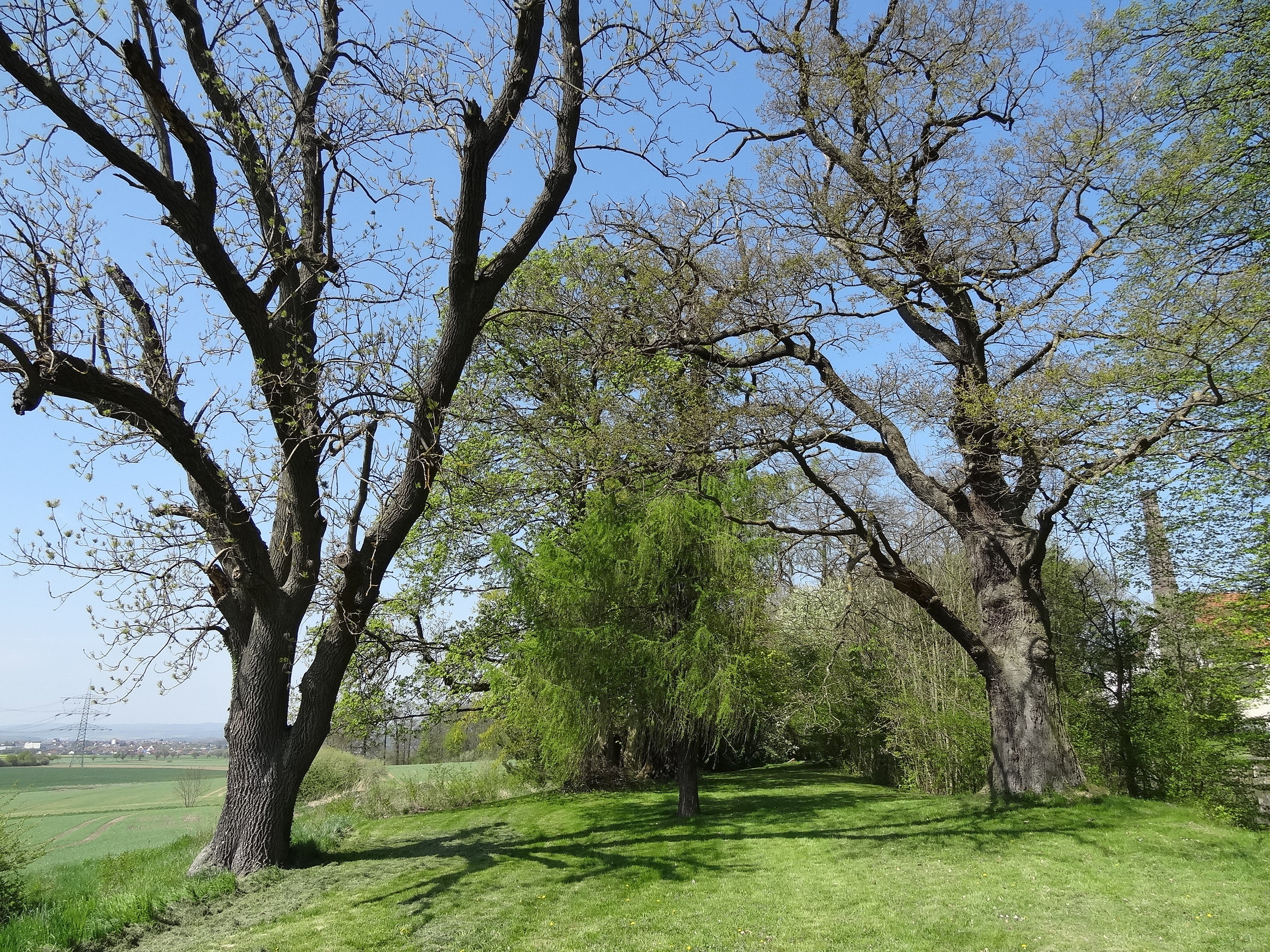
Baumbestand

Zur besseren Wasserzufuhr erhielt Gut Neuhof, das bis dahin vom Wasserhauses in Leihgestern versorgt wurde, 1950 ein eigenes Wasserhaus, etwa 300 Meter nordöstlich des Gutes.

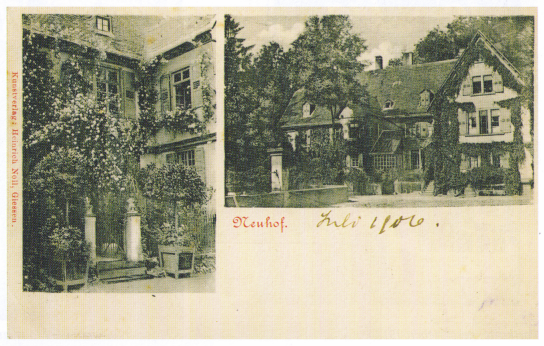
Herrenhaus, 1906

Im Jahr 1952 brach auf dem Hofgut ein Feuer aus und vernichtete das Herrenhaus. Seitdem klafft in der südwestlichen Seite des Gehöfts eine Lücke. 1955 wurde ein Löschwasserteich fertiggestellt.